# Berufskolleg an der Lindenstraße
Das Berufskolleg an der Lindenstraße in Köln ist derzeit (Stand 2024) das größte Berufskolleg und damit die größte Schule in der Stadt.

## Standorte

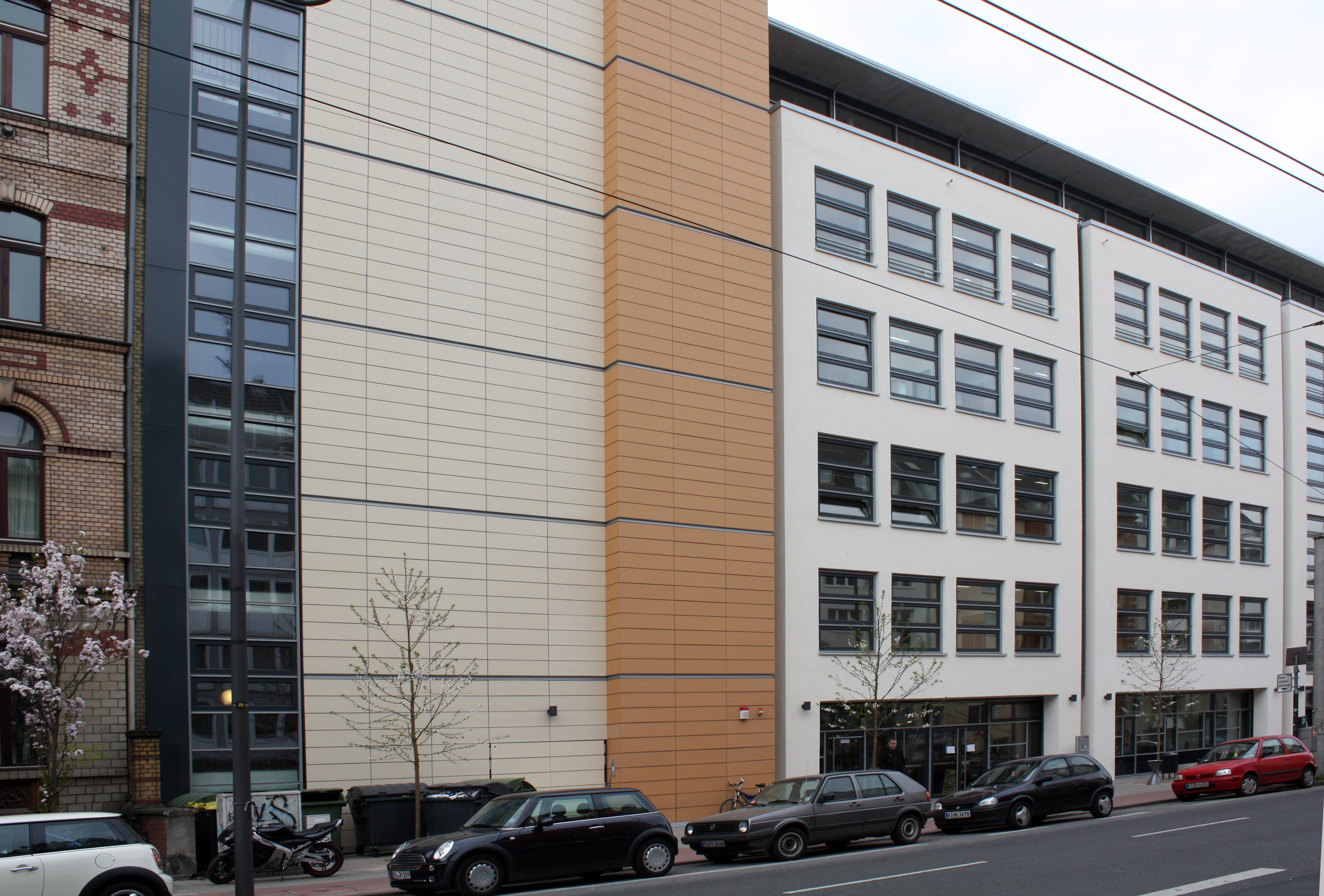
Nebenstelle Richard-Wagner Str. 47

Die Innenstadtschule mit über 3000 Schülerinnen und Schülern und einem Lehrerkollegium von mehr als 140 Personen ist aus Platzgründen auf drei Standorte aufgeteilt. Zum Hauptgebäude in der Lindenstraße 78 gehören noch der erst 2009 fertiggestellte Bau in der Richard-Wagner-Straße 47 und eine Etage in der Stephan-Lochner-Grundschule in der Lochnerstraße am Rathenauplatz.

## Ausrichtung
Die Schule ist ein kaufmännisches Berufskolleg, das im Berufsschulzweig Kaufleute im Einzelhandel, Kaufleute für Büromanagement, Immobilienkaufleute, Sport- und Fitnesskaufleute, Kaufleute für Dialogmarketing, Servicefachkräfte für Dialogmarketing sowie Justiz- und Verwaltungsfachangestellte ausbildet. Im Vollzeitbereich bietet es Ausbildungen an einer Höheren Handelsschule, einem Wirtschaftsgymnasium und einer Fachoberschule an. Des Weiteren ist es möglich, sich am BKaL im Rahmen eines berufsbegleitenden Studiums zum staatlich geprüften Betriebswirt zu qualifizieren. 

## Auszeichnungen
- Im Mai 2003 zeichnete die damalige Schulministerin Ute Schäfer das Berufskolleg an der Lindenstraße mit dem ersten Preis des Wettbewerbs „Qualität schulischer Arbeit – Neue Wege des Lernens“ aus, welcher von der Ministerin für Schule, Jugend und Kinder gemeinsam mit dem Landesinstitut für Schule ausgelobt worden war. Das Preisgeld betrug 2000 €.
- Gleich zwei vierte Preise (jeweils 500 €) erhielt die Schule im Rahmen des IHK-Schulpreises 2004 „Fit in Mathe und Deutsch“ der Industrie- und Handelskammern Köln und Düsseldorf.
- Im Oktober 2009 verlieh die Kölner Industrie- und Handelskammer der Schule eine besondere Anerkennung (Urkunde)  für herausragende Leistungen als Partner im dualen Ausbildungssystem.
- Die Schule wurde am 27. April 2010 mit dem 2. Preis des Berufsschulpreises 2010 der Stiftung Wirtschaft und Erziehung des Bundesverbandes der Lehrerinnen und Lehrer an Wirtschaftsschulen, Karlsruhe, für ihre besonderen Leistungen in der Qualitätsentwicklung im Bereich der Kaufmännischen Schulen ausgezeichnet.[1]

## Förderverein
Dem als gemeinnützig anerkannten eingetragenen Förderverein gehören nicht nur Eltern, Lehrer und Ehemalige an, sondern auch Ausbildungsbetriebe und die regionale Wirtschaft und Dienstleister.